# Umweltsteuer
Umweltsteuern, auch Ökosteuern, sind Lenkungssteuern, die der Staat zum Schutz der Umwelt erhebt. Als Umweltschutzabgabe (kurz: Umweltabgabe) können in einem föderal organisierten Staat auch Länder und Kommunen für umweltschädliche Tatbestände einen Preis festsetzen: Steuern und Abgaben sollen durch eine Bepreisung umweltschädlicher Güter ein umweltfreundlicheres Handeln der Wirtschaftsteilnehmer anreizen. Natur und Umwelt sollen so nachhaltig geschützt werden.
Umweltsteuern sind ökonomische Instrumente der Umweltpolitik und zentrales Element des Leitbildes einer Ökosozialen Marktwirtschaft.
Beispiele für eine Umweltsteuer sind die CO2-Steuer, die Kerosinsteuer, die Mineralölsteuer und die Innenstadtmaut.

## Grundlagen
Der Begriff der Umweltabgabe ist der allgemeinere und umfasst neben aus umweltpolitischen Gründen erhobene Steuern auch Sonderabgaben: Steuerzahlungen steht keine Gegenleistung gegenüber, sondern die Einnahmen fließen in den allgemeinen Staatshaushalt (→ Non-Affektation). Demgegenüber müssen mit Einnahmen aus Sonderabgaben Ziele verfolgt werden, die in einer Beziehung zur abgrenzbaren Gruppe der Abgabepflichtigen stehen. Auch Gebühren und Beiträge können unter Umweltgesichtspunkten betrachtet und als Umweltabgaben angesehen werden. Der Einsatz von Umweltabgaben als umweltpolitisches Instrument wird auch als Preislösung bezeichnet, in Abgrenzung zu Emissionshandelssystemen (Mengenlösungen) oder Umweltauflagen.
Umweltsteuern sind üblicherweise Lenkungssteuern: Im Vordergrund steht der Lenkungszweck, also das politisch verfolgte Ziel, das Handeln der Marktteilnehmer in die gewünschte Richtung mit geringerer Umweltbelastung zu lenken. Der Fiskaleffekt, d. h. die zusätzlichen Staatseinnahmen, stehen meist an zweiter Stelle. Mit Umweltsteuern sollen die schädliche Nebeneffekte (→ externe Effekte) des Gütereinsatzes und -verbrauchs im Preis abgebildet und damit die Knappheit von Umweltressourcen signalisiert werden. Weil die externen Effekte in der Regel von der eingesetzten bzw. konsumierten Menge eines Gutes abhängen, ist es sinnvoll, die Steuer an der Güter- oder Emissionsmenge zu bemessen – sie werden oft als Mengensteuern ausgestaltet.
Umweltsteuern sind, wie andere Mengensteuern auch, oft als Steuern mit festem Steuersatz ausgestaltet, also mit einem nominell festen Steuerbetrag pro Mengeneinheit. Bei Inflation sinkt dadurch die reale Steuerhöhe pro Mengeneinheit. Durch diesen Rückgang sinkt nicht nur das Steueraufkommen, auch die Lenkungswirkung der Steuern ist gefährdet. Als Gegenmaßnahme wird eine Indexierung der Steuern vorgeschlagen.
Eine grundlegende Idee ökologischer Steuerreformen ist es, Lenkungs- und Fiskalwirkungen von Umweltabgaben miteinander zu verbinden: Durch verstärkte Besteuerung des Verbrauchs von Ressourcen oder der Beeinträchtigung der Umwelt bei gleichzeitiger Entlastung des Faktors Arbeit soll ein Anstieg der Gesamtabgabenlast vermieden werden (Aufkommensneutralität). Dabei soll die Lenkungswirkung die Umweltbelastung verringern; durch die Absenkung der Arbeitskosten soll die Beschäftigung stabilisiert, oder bei entsprechend stärkerer Besteuerung mit einer Rückverteilung der Einnahmen an Wirtschaft und Bürger die Zahl von Vollerwerbs-Arbeitsplätzen sogar erhöht werden (Doppelte Dividende). Diese Hypothese war eine der Ausgangsfragen, denen die COMETR-Studie EEA 2010 nachging, als sie Erfahrungen in Europa mit CO2- und Energiesteuern untersuchte.

## Nationales

### Europäische Union
Die Europäische Union (EU) definiert für ihre umweltökonomischen Gesamtrechnungen umweltbezogene Steuern als Steuern, die im Europäischen System Volkswirtschaftlicher Gesamtrechnungen verzeichnet sind und deren Bemessungsgrundlage eine physische Einheit ist, wobei das so Bemessene nachweislich eine negative Auswirkung auf die Umwelt hat. Diese Definition knüpft nicht an den Zweck der Steuererhebung an; demgemäß muss mit einer Umweltsteuer nicht unbedingt ein Lenkungszweck verfolgt werden, sie kann auch zu rein fiskalischen Zwecken erhoben werden.
Im Umwelt-Thesaurus der EU GEMET im Europäischen Umweltinformations- und Umweltbeobachtungsnetz (EIONET) wird der Begriff Umweltsteuer nicht über den Lenkungszweck, sondern als Verwendungszwecksteuer über eine umweltschutzbezogene Einnahmeverwendung definiert als:

“An amount of money demanded by a government to finance clean-up, prevention, reduction, enforcement or educational efforts intended to promote ecological integrity and the conservation of natural resources”

„Eine durch eine Regierung erhobene Summe Geldes, um Reinigungs-, Vorbeugungs-, Reduktions-, Durchführungs- oder Bildungsmaßnahmen zu finanzieren, mit denen beabsichtigt ist, die ökologische Funktionsfähigkeit zu fördern und natürliche Ressourcen zu bewahren.“

Die EU teilt Umweltsteuern und Umweltabgaben in zwei Kategorien ein:
- Emissions-Steuern, also Steuern auf Umweltverschmutzung: Gebühren für die Gewässerverschmutzung, Deponiesteuern, Luftverschmutzungssteuern
- Produktabgaben (dies sind Steuern auf den Verbrauch von Ressourcen): Mineralölsteuer, Erdgassteuer, Heizölsteuer, Flugbenzinsteuer (Kerosin), Steuern auf Pestizide, Energiesteuern, Stromsteuer.

Die Mitgliedstaaten der EU müssen sicherstellen, dass die Umweltsteuern und -gebühren im Einklang mit den gemeinschaftlichen Verpflichtungen stehen (Wettbewerbsrecht, Binnenmarkt, Steuerpolitik) und mit den Regeln der Welthandelsorganisation (WTO) harmonieren. Verschiedene Artikel des Vertrags zur Gründung der Europäischen Gemeinschaft sind zu beachten (Art. 23–31, 72, 87, 89, 90, 92, 174).
Die Einnahmen können zur Finanzierung von Umweltschutz-Maßnahmen herangezogen werden, sie können aber auch zur Verringerung von Wettbewerbsverzerrungen dienen.
Grundlage für die Festsetzung von Umweltsteuern in den einzelnen Nationalstaaten ist auch die EU-Energiesteuerrichtlinie (2003/96/EG) vom 27. Oktober 2003. Hier werden etwa Mindeststeuersätze sowie Steuerbefreiungen festgelegt.

### Deutschland
Das Umweltbundesamt (UBA) bezeichnet Umweltsteuern (englisch: environmental taxes) / Ökosteuern auch mit dem alternativen Label Umweltschutzabgabe (englisch: pollution control tax) und ordnet diesem umweltökonomischen Instrument folgende spezifischere Begriffe zu:
Abfallabgabe, Abwärmeabgabe, Abwasser-Abgabe, Grundwasser-Abgabe, Lärmabgabe, Waldpfennig, Wasserentnahmeentgelt, CO2-Abgabe, Naturschutz-Abgabe, Stickstoffabgabe, Verpackungsabgabe (Plastiktüten-Steuer), Energiesteuer, Stromsteuer, Deponiesteuer, Grenzsteuer-Ausgleichsabgaben.
Gemessen am Gesamtaufkommen aus umweltbezogenen Steuern waren 2021 die wichtigsten Steuern in Deutschland die Energiesteuer und die Kraftfahrzeugsteuer. Das Aufkommen aus umweltbezogenen Steuern in Deutschland liegt unter dem EU-Durchschnitt. Inflationsbedingt ist zwischen 2003 und 2022 die reale Höhe der Umweltsteuern um 29 % zurückgegangen. Um die Lenkungswirkung der Steuern aufrechtzuerhalten, müsste der Steuersatz regelmäßig an die Inflation angepasst werden. Die OECD empfiehlt eine Indexierung der deutschen Umweltsteuern.

### Österreich
In Österreich unterteilt das Österreichische Institut für Wirtschaftsforschung (WIFO) vier Kategorien:
- Energiesteuern (Mineralölsteuer, Energieabgaben auf Elektrizität, Erdgas, Kohle),
- Transport-Steuern (Normverbrauchsabgabe, motorbezogene Versicherungssteuer, Kfz-Steuer, LKW-Maut, Autobahn-Vignette),
- Ressourcen-Steuern (Grundsteuer, Jagd- und Fischerei-Abgaben, Wassergebühren),
- Umweltverschmutzungs-Steuern (Altlastenbeitrag, Abwasser- und Abfall-Gebühren).

Der Anteil an den gesamten Steuereinnahmen betrug 2007 in Dänemark 12,1 % in Österreich 5,8 % und in Deutschland 5,7 % (nach EURSTAT.)
Nicht zu den Umweltsteuern zählen Förderabgaben und sonstige Abgaben im Zusammenhang mit Erdöl und Erdgasförderung.

### Schweiz
In der Schweiz werden auf bestimmte Stoffe oder Produkte Abgaben zum Schutze der Umwelt erhoben. Dazu gehören die VOC-Abgabe auf diverse Chemikalien, die CO2-Abgabe auf fossile Heizstoffe oder der Klimarappen auf Treibstoffe. Energieintensive Unternehmen mit einem Ausstoß von mehr als 100 Tonnen CO2 pro Jahr, können sich von der Abgabe befreien lassen, wenn sie sich im Gegenzug verpflichten ihre CO2-Emissionen zu senken.

## Auswirkungen auf Wirtschaft und Verbraucher
Erfahrungen mit Umweltsteuern in einigen Staaten (Deutschland, Dänemark, Finnland, Großbritannien, Schweiz), die seit einigen Jahren in Europa gemacht wurden, zeigen die Erfolge für die Ankurbelung der Wirtschaft. Bei einer weitgehenden Rückvergütung müsse aber abgewogen werden, ob Gesellschaft und Politik mehr auf die Entlastung des Arbeitsmarktes setzen wollen (Arbeitsplatz-Bonus), oder ob bei der Rückverteilung die höheren Kosten für die Verbraucher ausgeglichen werden sollten (Ökobonus). Gerade Nicht Erwerbstätige und Alleinerziehende mit Kindern sind durch hohe Umweltsteuern besonders belastet, wenn wie in Deutschland nur die Beitragszahlungen zur Rentenversicherung abgesenkt werden. Eine ausgewogene Rückverteilung könne das Gemeinwohl stärken.
Derzeit dienen Umweltsteuern aber auch sehr oft der Finanzierung des allgemeinen Staatshaushalts zur Vermeidung weiterer Staatsschulden, können dadurch gesellschaftspolitisch jedoch nicht weiter angehoben werden:

## Einfluss von Umweltsteuern auf die Demokratie
Ein Beispiel: In Südkorea wurde die Durchsetzbarkeit weiterer Ökosteuern (Brennelementesteuer / Atomkraftwerke) hinsichtlich der möglichen Wähler-Zustimmung untersucht. An der Hanshin University wurden 2012 mit Mikrosimulationen die Auswirkungen der dort bestehenden Umweltsteuern (Transport-Steuer, Konsumsteuer und lokale Mobilitätssteuern) untersucht. Die bestehende ungünstige Situation bei der Verwendung der Einnahmen für den Bau von Straßen verschlechtere sowohl die Umweltverschmutzung und verhindere die Ausweitung der Steuern: Die Wähler und politischen Parteien weigerten sich. Bei einer Rückverteilung mit Reduzierung von Einkommensteuern und Sozialbeiträgen würden nur 35 % der Haushalte profitieren. Der Gini-Koeffizient verschlechtere sich. Mit einem Ökologischen Grundeinkommen (Ecological Basic Income/Green Check) würden 40.000 Won pro Haushalt ausgezahlt, 57 % würden zu Netto-Empfängern, also mehr als die Hälfte der Wähler. In Kombination mit kostenlosem öffentlichen Verkehr würden 76 % von Umweltsteuern profitieren. Die Anzahl der Armen könne signifikant verringert, der Gini-Koeffizient gesenkt werden. Die Rückvergütung werde dort im Zusammenhang mit der Durchsetzbarkeit einer Steuer auf Nuklearstrom gegenüber den Wählern diskutiert.